# Русия (древний город)
Руси́я (Роси́я) — город, описанный в восточных источниках XII—XIII веков. Позиции историков касательно его существования расходятся: одни считают город Русию фантомом — контаминацией информации о разных городах, — другие же полагают, что город существовал реально и пытаются установить его местонахождение. 
Русия упоминается Мухаммадом аль-Идриси как город на западном берегу реки Руси где-то в Приазовье или Северном Причерноморье. Затем Русия была упомянута в трудах: Шамс ад-дина ад-Димашки и Саида аль-Магриби. Последний утверждал, что «Русийа» — главный город русов. Арабские географы традиционно помещали русов в Северное Причерноморье и в Приазовье, что подтверждается топонимами с корнем рос.
Историки А. А. Спицын, И. Ф. Быкадоров, В. Т. Пашуто и другие помещали город Русию в Нижнее Подонье. Востоковед И. Г. Коновалова связывает этот город с Корчевом (современной Керчью). Существуют гипотезы о связи города Русия с городищами близ хутора Казачий Ерик в дельте Дона или у станицы Голубицкой на Таманском полуострове.